# Biểu trưng loài vật
 Động vật biểu tượng  (Animal epithet) là một tính ngữ (tên gọi, cụm từ) văn học được sử dụng để chỉ cho một người hoặc một nhóm cộng đồng hoặc sự vật, hiện tượng, bằng cách gắn kết, liên tưởng với một số phẩm chất, đặc tính, yếu tố của một động vật (tính ký hiệu liên tưởng đến động vật). Trong lịch sử, con người thường liên hội tâm tư và tình cảm với các loại động vật khác nhau tương ứng theo đặc điểm của từng con vật đó, ví dụ, đặc điểm ngoại hình (hình thức, kích cỡ, màu sắc), thuộc tính bản năng, thức ăn, môi trường sống, tập quán sinh sống vì vậy, tên hay hình ảnh của con vật đó có những liên hội về văn hóa. Động vật ở vị thế này được phong cho ý nghĩa tôn giáo và với sức mạnh biểu tượng và ẩn dụ, nghĩa của thành tố động vật trong thành ngữ chính là nghĩa biểu trưng của thành ngữ, mọi thành ngữ có thành tố chỉ động vật đều mang nghĩa biểu trưng.
Các biểu tượng hay biểu trưng này có thể được xây dựng dưới dạng trào phúng, so sánh rõ ràng con người với động vật được biểu trưng, hoặc như phép ẩn dụ. Các biểu trưng động vật có thể mang tính miệt thị, dễ gây xúc phạm và đôi khi chúng được sử dụng trong các chiến dịch chính trị. Phúng dụ về loài vật và ẩn dụ đã được sử dụng từ thời cổ điển, ví dụ như Homer và Virgil để nâng cao hiệu ứng trong văn học, và tóm tắt các khái niệm phức tạp một cách chính xác. Danh xưng, tên họ, địa danh gắn với loài vật được ghi nhận ở các quốc gia khác nhau, có thể là hoán dụ, đặt tên cho nghề nghiệp của một người, nói chung là trong thời trung cổ; địa danh, đặt tên nơi một người sống; hoặc biệt danh, so sánh người đó thuận lợi hoặc bằng cách khác với loai vật được đặt tên, một biểu trưng loài vật trong tiếng Anh thì yếu tố thành tố con cừu thường được sử dụng nhiều, trong khi đó, ở ngôn ngữ tiếng Việt thì các tính ngữ chỉ về hoặc đề cập đến loài hổ thì lại xuất hiện rất nhiều.
Tính biểu tượng của động vật (Symbolique des animaux) liên quan đến động vật trong ý nghĩa hoặc gây ảnh hưởng như một biểu tượng. Con vật thường có biểu tượng của nó những con vật có thật hoặc hư cấu, đang tồn tại hoặc đã tuyệt chủng, động vật hoang dã hoặc vật nuôi thuần hóa, động vật sống trên cạn, dưới nước, trên không, động vật linh thiêng, cấm kỵ hoặc thô tục, động vật theo thuyết bí truyền. Biểu tượng của động vật một mặt liên quan đến khả năng của chúng để biểu thị, có thể là hành động, ảnh hưởng, mặt khác là hoàn cảnh khi đề cập đến. Tính biểu tượng của động vật liên quan đến hệ thống biểu thị của động vật, một mặt, chúng cùng nhau tạo thành một hệ thống, một tổng thể, một phức hợp, bởi vì các biểu tượng có nhiều ý nghĩa (đôi khi thậm chí trái ngược nhau), vì các biểu tượng thay đổi ý nghĩa theo các nền văn hóa, bởi vì ý nghĩa của một biểu tượng không bao giờ độc lập với các biểu tượng xung quanh nó (con chó như một biểu tượng thay đổi ý nghĩa tùy thuộc vào việc nó đối đầu với mèo hay sói).

## Nguyên từ
Biểu trưng hay mở rộng là từ biểu tượng (còn được dịch là tượng trưng, biểu trưng, phù hiệu, kí hiệu) là một trong những từ nhiều nghĩa nhất trong hệ thống các khoa học về kí hiệu. Cụm từ ý nghĩa biểu tượng (epithet) được sử dụng rộng rãi như là một từ đồng nghĩa với tính kí hiệu. Trong các trường hợp này, khi hiện diện một tương quan giữa biểu đạt và nội dung, và đặc biệt nhấn mạnh trong ngữ cảnh này là tính quy ước thì là chức năng biểu tượng và các biểu tượng. Sự đối lập các biểu tượng với kí hiệu quy ước, sau khi nhấn mạnh trong biểu tượng có yếu tố hình hiệu (ikon). Theo một hệ thống phân loại khác thì biểu tượng được xác định như là một kí hiệu, mà ý nghĩa của nó là một kí hiệu loại khác hay thuộc ngôn ngữ khác.
Đối lập với định nghĩa đó là truyền thống giải thích biểu tượng như là sự biểu đạt kí hiệu cho một bản chất phi kí hiệu cao nhất và trừu tượng. Trong trường hợp thứ nhất ý nghĩa biểu tượng có tính chất lí tính rõ rệt và được sử dụng như một phương tiện để phiên dịch tương đồng bình diện biểu hiện sang bình diên nội dung. Chúng cần được phân biệt với các hồi ức chuyện cũ hay trích dẫn (điển cố), bởi vì trong các hiện tượng đó bình diện“bên ngoài của nội dung mà là một loại kí hiệu chỉ dẫn (index, chỉ hiệu), chỉ ra một văn bản còn rộng hơn mà nó ở vào quan hệ hoán dụ.
Cách tiếp nhận biểu tượng như thế chẳng phải ngẫu nhiên là nhóm biểu tượng chủ yếu có bản chất cổ sơ rất sâu sắc, và ngược lên đến thời đại chưa có chữ viết, khi các kí hiệu nhất định (và, thông thường, là cơ bản). Ký ức của biểu tượng cũng cổ sơ hơn ngữ cảnh văn bản phi biểu tượng, ngôn từ có tính chất không phải là kí hiệu quy ước, mà là biểu tượng. Biểu tượng khác biệt với các kí hiệu quy ước bởi sự có mặt của yếu tố biểu hình, bởi sự tương tự nhất định giữa các bình diện biểu hiện và nội dung. Cấu trúc của các biểu tượng của một nền văn hóa nào đó tạo nên hệ thống đồng hình và đồng chức năng của ký ức phát sinh của cá nhân. Những nghĩa hàm chỉ, nghĩa xã hội, nghĩa biểu cảm, nghĩa phản ánh và nghĩa thành ngữ có thể gộp chung lại dưới chung một loại nghĩa là nghĩa liên tưởng.

## Ý nghĩa
Thành ngữ chứa các thành tố chỉ động vật là mảng đề tài phong phú và lí thú, thu hút được sự quan tâm, động vật được định nghĩa là Sinh vật có cảm giác và tự vận động được, người, thú, chim, sâu bọ đều là động vật. Trong đó có từ vựng về thành ngữ về nhóm chỉ các động vật khác như thú, chim, sâu bọ gọi chung là nhóm chỉ động vật. Thành ngữ có chứa thành tố chỉ động vật (thành ngữ động vật) được hiểu là những thành ngữ mà trong cấu tạo của chúng có những từ ngữ chỉ con vật được gọi là thành tố chỉ động vật. Đây là nhóm thành ngữ phản ánh chiều sâu văn hoá, thể hiện nét độc đáo trong tư duy, trong cách nhìn, cách cảm và lối nghĩ của mỗi dân tộc đối với hiện thực khách quan. Cùng chỉ một khái niệm, một hiện tượng, một trạng thái tình cảm nhưng mỗi dân tộc lại có cách lựa chọn những thành tố động vật khác nhau để diễn đạt, góp phần tạo nên nét tương đồng và dị biệt giữa nền văn hoá này với nền văn hoá khác. 

### Tính liên tưởng
Thành ngữ nói chung, nhóm thành ngữ này nói riêng được coi là tấm gương phản chiếu giá trị ngữ nghĩa–văn hoá và quan niệm nhân sinh độc đáo trong tâm hồn của người dân lao động. Tên gọi động vật là đơn vị từ ngữ nói chung, có ý nghĩa văn hoá nhất định, vì khi tên gọi động vật là thành tố trong các thành ngữ, nội dung ngữ nghĩa–văn hoá của các thành tố đó chính là việc liên tưởng chúng tới cái gì, là cách cảm nhận, cách đánh giá các con vật đó tốt hay xấu, tích cực hay tiêu cực. Các con vật với tên gọi của nó đã đi vào đời sống ngôn ngữ một cách tự nhiên nhất, ngày càng trở nên phong phú về mặt nhận thức và biểu hiện, thế giới động vật gắn bó, gần gũi với con người từ thuở khai thiên lập địa và mỗi tên gọi động vật thường gợi lên trong ý thức của người bản ngữ một sự liên tưởng nào đó, gắn liền với những thuộc tính, đặc điểm của con vật.
Liên tưởng là một trong những mối quan hệ cơ bản thể hiện rõ trong từ vựng ngữ nghĩa. Sự liên tưởng phụ thuộc vào những đặc điểm của sự vật mà từ đó định danh, hay nói cách khác, phụ thuộc vào những đặc điểm mà người bản ngữ đã quan sát mà nhìn nhận qua lăng kính của họ. Quá trình liên tưởng thường dẫn đến nghĩa bóng, nghĩa chuyển, thông qua một số phương thức như ẩn dụ, hoán dụ. Đây cũng là quá trình hình thành nghĩa biểu trưng từ tên gọi của một số động vật. Nó phản ánh cách cảm, lối nghĩ, cách đánh giá các sự vật, hiện tượng là tích cực hay tiêu cực, là tốt hay xấu, liên quan đến việc gán cho chúng những thuộc tính, những đặc điểm của con vật nào đó. 

### Nghĩa biểu trưng
Nghĩa biểu trưng là một trong những nghĩa văn hoá của từ ngữ chỉ động vật. Nó vừa có tính chất đặc thù của mỗi cộng đồng ngôn ngữ riêng biệt, vừa có tính chất phổ quát ở nhiều ngôn ngữ. Tiếp cận vấn đề nghĩa của thành ngữ động vật theo quan điểm ngữ nghĩa–văn hoá, coi nghĩa của từ là một phiến đoạn văn hoá nên cách nhìn nhận về vấn đề biểu trưng trong thành ngữ, có một số lớn thành tố chỉ động vật trong các thành ngữ mang nghĩa biểu trưng, nhất là khi những thành ngữ đó có dạng so sánh, còn có nhiều thành ngữ động vật khác rất khó hình dung ra tính biểu trưng của nó.
Nghĩa biểu trưng văn hoá hiện diện trong những từ chỉ động vật thông qua những hình ảnh động vật và những biểu trưng văn hoá của chúng, những từ chỉ động vật của mỗi thứ tiếng có những nét biểu trưng văn hoá rất đặc trưng do chịu sự chi phối của các nhân tố như hoàn cảnh địa lý, bối cảnh lịch sử, tôn giáo và phong tục tập quán nhưng biểu trưng ngữ nghĩa của nhóm từ có yếu tố động vật trong những văn hóa khác nhau đôi khi cũng có những nét tương đồng nhất định trong nghĩa biểu trưng văn hoá của lớp từ vựng chỉ động vật.

### Hàm nghĩa
Nghĩa hàm chỉ là giá trị truyền đạt mà một từ, cụm từ, hay thành ngữ có bên cạnh ý nghĩa khái niệm thuần túy. Nghĩa hàm chỉ phụ thuộc vào các biến tố văn hóa, giúp chúng ta hiểu sâu sắc thái độ xã hội hơn là ý nghĩa khái niệm mang lại. Nghĩa hàm chỉ của các từ rất khác nhau giữa các nền văn hóa. Nghĩa biểu cảm được truyền tải khi cảm xúc hay thái độ được biểu đạt trong ngôn ngữ. Trong những trường hợp khác, ý nghĩa biểu cảm được truyền đạt thông qua nghĩa khái niệm, nghĩa hàm chỉ, hay là nghĩa phong cách.
Theo nghĩa văn hàm là khi các từ ngữ chỉ động vật trong thành ngữ gợi lên một điều gì đó tức là đã gửi gắm hàm ý của một cộng đồng tộc người. Dù các thành tố chỉ động vật trong thành ngữ mang nghĩa biểu trưng điển hình (kiểu như ngu như bò hay chậm như rùa) hoặc chỉ phản ánh cách cảm nhận theo kiểu của cộng đồng người Việt (kiểu ngay lưng như chó trèo chạn, như đỉa phải vôi) mà không khắc hoạ nên hình tượng điển hình thì cả hai trường hợp này đều là kết quả của sự liên tưởng, liên hội theo cách riêng của một cộng đồng tộc người.
Để giải quyết thoả đáng tất cả những trường hợp trên của các thành tố chỉ động vật trong thành ngữ là quy chúng về một loại chung, đó là nghĩa văn hoá đặc thù tộc người, bao gồm tất cả nội dung của nghĩa văn hoá này, ngoài nghĩa văn hoá đặc thù tộc người, nghĩa của thành ngữ động vật còn mang tính phổ quát, thể hiện văn hoá chung của cộng đồng loài người, văn hoá chung liên tộc người và văn hoá đặc thù cho mỗi cộng đồng tộc người. Các hàm ý mà một cộng đồng tộc người muốn gửi gắm qua các thành ngữ có các thành tố chỉ động vật. Mỗi thành tố chỉ động vật đều có tính đa nghĩa, biểu hiện phong phú nội dung ngữ nghĩa văn hoá đặc thù tộc người, mỗi thành tố động vật được liên tưởng đến các đặc điểm, tính chất khác nhau, gắn liền với nhận thức và tư duy của mỗi dân tộc. Mặc dù cùng khai thác một đặc điểm, tính chất nào đó của con vật nhưng mỗi dân tộc lại có sự liên tưởng khác nhau.
Về mặt văn hoá, có thể chia hệ thống từ vựng của một ngôn ngữ dân tộc thành hai loại là từ vựng mang hàm nghĩa văn hoá và từ vựng thông thường, không mang hàm nghĩa văn hoá. Sự khác biệt giữa từ vựng văn hoá và từ vựng thông thường có thể thấy ở chỗ từ vựng văn hoá mang thông điệp văn hoá dân tộc, từ vựng văn hoá có các mối quan hệ với văn hoá dân tộc, bao gồm văn hoá vật chất, văn hoá tinh thần, có khi là sự phản ánh trực tiếp văn hoá, có khi là biểu trưng của văn hoá, từ vựng văn hoá cũng có khi là các từ có mối quan hệ sâu xa với văn hoá, ví dụ các từ ngữ xuất hiện từ các điển tích văn hoá hay các từ xuất hiện trong tôn giáo.
Hàm nghĩa văn hoá hay phông văn hoá thường xuất hiện nhiều ở lớp từ vựng cơ bản, lớp từ vựng chỉ tên gọi động vật, thực vật, các từ thuộc trường từ vựng này rất hàm súc về ngữ nghĩa, đồng thời có sự biến đổi ngữ nghĩa rất phong phú trong lời nói, trong đó đáng chú ý là một số từ trong lớp từ vựng tên gọi động vật thân thuộc, gắn bó với cuộc sống của cộng đồng. Từ cách diễn đạt trong ngôn ngữ của mỗi dân tộc, có thể thấy được quan niệm tư tưởng, phong tục tập quán, thói quen sinh hoạt, tín ngưỡng tôn giáo của những dân tộc đó. Hàm nghĩa văn hoá tiềm ẩn sâu sắc trong từ vựng, đặc biệt các từ là tên gọi động vật. 

### Sự khác biệt
Tuy có nhiều cụm từ so sánh đều dùng chung hình ảnh của một loài vật, nhưng xét về khía cạnh văn hóa, tiếng Việt và tiếng Anh luôn có những nét diễn tả và nhìn nhận khác biệt vì vậy, không phải lúc nào đối tượng ví von trong các thành ngữ cũng sẽ y nhau. Nguyên nhân của sự khác biệt này là tiếng Việt hay dùng những con vật quen thuộc và được ưa chuộng hơn như chó, mèo, chim, kiến nhưng văn hóa phương Tây lại chuộng những con vật liên quan đến săn bắn và du mục hơn như ngựa, cừu, đười ươi và cũng liên quan nhiều đến môi trường biển cả hơn, trong khi Việt Nam thường liên quan đến đồng ruộng, rừng rú.
Hiện tượng trống nghĩa cho thấy, nghĩa biểu trưng thể hiện trong các từ chỉ động vật của một ngôn ngữ này không phải lúc nào cũng hiện diện ở một ngôn ngữ khác, ví dụ như một số nét biểu trưng văn hoá của từ chỉ tồn tại trong tiếng Anh mà không có trong tiếng Việt và ngược lại, nguyên nhân của sự khác biệt trong nghĩa biểu trưng văn hoá các từ chỉ động vật trong tiếng Việt và tiếng Anh cho thấy sự xuất hiện những khoảng trống trong ngôn ngữ này so với ngôn ngữ kia hiển nhiên là có liên quan đến đặc điểm hoạt động thực tiễn và kinh nghiệm của người bản ngữ, cấu trúc ý nghĩa của từ có liên hệ gần gũi với những yếu tố của nền văn hóa dân tộc như tôn giáo, huyền thoại, lịch sử, phong tục tập quán, cũng như môi trường địa lý nơi người bản ngữ sinh sống.

## So sánh

### Việt-Anh
So sánh nghĩa biểu trưng văn hoá của các từ chỉ động vật trong tiếng Việt và tiếng Anh. Trong đó có sự giống nhau mang tính liên hội. Người Việt Nam và người Anh gần như có sự hiểu biết giống nhau về bản năng tự nhiên và tập tính sinh sống của động vật, từ đó có những liên tưởng giống nhau, chẳng hạn như hai ngôn ngữ Việt và Anh đều có liên hội nghĩa văn hoá giống nhau về một số con vật như cáo, chim, vẹt, khỉ và sói. 
| Ý nghĩa biểu trưng sự liên hội | Trong tiếng Anh | Trong tiếng Việt |
| --- | --- | --- |
| Trong văn hóa, sói là con thú tham lam và hung dữ và gian ác, chuyên bắt nạt con vật nhỏ yếu. Điều này có sự tương đồng trong ngôn ngữ Việt và Anh | Trong tiếng Anh có tục ngữ: "Wolf in sheep's clothing" nghĩa là "sói đội lốt cừu" ý nói ai đó giả bộ là người tốt, hành động nhân từ nhưng ngụ ý hiểm độc; hoặc cụm từ "Big Bad Wolf" (con sói già gian ác) | Trong tư duy người Việt Nam có tìm thấy các thành ngữ như "lòng lang dạ sói"; "tránh kẻ gian, gặp sói già", "đế quốc sài lang", "trên rừng thì hổ lang dưới làng thì mặt rỗ". |
| Con cáo có thể được sử dụng để miêu tả một người nào đó gian giảo, dối trá, láu cá, ranh vặt ở cả hai ngôn ngữ Việt và Anh | Đề cập đến sự xảo trá, người Anh hay nói "... is sly as a fox" (xảo quyệt như con cáo) hay "as cunning as a fox" (ranh mãnh như cáo) | Người Việt cũng dùng hình ảnh con cáo trong câu như "Nó là con cáo xảo quyệt" hay mắng những người gian manh quỷ quyệt là "đồ cáo già" hay câu "mèo già hóa cáo", hay câu chửi "đồ con hồ ly tinh" (chỉ về những cô gái chuyên giựt chồng người). |
| Hình tượng con lợn trong hai nền văn hóa là khá tương đồng, chỉ về sự miệt thị thói phàm ăn và bề ngoài mập phệ | Trong tiếng Anh có các từ "as greedy as a pig" (tham ăn như lợn); "make a pig of oneself" (ăn uống thô tục); "as fat as a pig" (béo như lợn) | Trong tiếng Việt cũng có những từ lạ lỵ tương tự như: Ăn như lợn (Chế diễu ai đó ham ăn, phàm ăn, hư ăn, háu ăn); đồ con lợn (một câu chửi), đồ mặt lợn, như con lợn, đồ Trư Bát Giới |
| Hình tượng con khỉ trong hai nền văn hóa cũng có nét tương đồng và thiên về sự miệt thị về tính láu táu, hay nhảy nhót, tâm lý coi rẻ khỉ, dân Việt và Tây phương giống nhau khi cả hai đều thấy khỉ là giống hạ đẳng                                                                   | Trong tiếng Anh có câu "as tricky as a monkey" (tinh ranh như khỉ) hay câu "as agile as a monkey" (nhanh nhẹn như khỉ); để chỉ sự bắt chước tiếng Anh có từ “monkey job” (trò khỉ) và có câu "monkey see, monkey do" (khỉ thấy, khỉ bắt chước) vì khỉ luôn muốn bắt chước người nên tạo ra những cử chỉ nhái tức cười; khỉ là một hình ảnh không đẹp, còn dùng để miệt thị, mạ lỵ, phân biệt chủng tộc (phân biệt dân da đen và da vàng) khi người ta làm bộ miệng hú, rồi đấm ngực, vung tay, nhảy nhót như khùng và ném chuối vào người khác (ám chỉ họ là những con khỉ); nguyên đệ nhất Phu nhân Michelle Obama cũng từng bị ví là khỉ đột | Ở Việt Nam, điểm chung hai miền Nam Bắc là dùng từ "khỉ" để diễn tả cái ý "không ra gì" (miền Nam có nhiều cách ghép đôi như "khỉ cùi", "khỉ khô", "khỉ mốc"), “rõ khỉ”; có nhiều từ được dùng để chỉ khỉ: hầu, khỉ, khởi, khẹc, khọn, tườu, nỡm, bù dù, đười ươi, vượn và nghề đều gợi lên ấn tượng về thói láu táu, nghịch ngợm, phá phách và phét lác của chúng. Nhiều lời mắng liên quan đến khỉ xuất hiện khá nhiều: “Đồ khỉ!”, “Đồ khỉ gió!”, “Đồ con tườu!”, “Đồ con khẹc!”, “Đồ nỡm!”, “Đồ con nỡm!”, “Đồ bú dù!”, “Làm trò khỉ!”, “Đồ khỉ đột!”, “Khỉ mốc, đừng tưởng bở!”. Gặp phải chuyện chẳng vừa ý thì hay chửi “Khỉ thật!”, “Khỉ họ!”, “Bố khỉ”; khi thất vọng, bực bội khi việc chưa xong: “Chẳng được việc khỉ gì cả”, “Chẳng ra cái khỉ khô gì cả!”, thái độ cau có, khó chịu: “Đồ khỉ dính mắm tôm”, “Nhăn nhó khi khỉ dính mắm tôm”, “Mặt nhăn như khỉ”, “Nhăn nhó như khỉ ăn gừng”, “Khó tính như con nỡm”, "cái con khỉ"; chê bai những việc làm chẳng đi đến đâu, chỉ làm mọi việc trở nên rối rắm: “Giết gà dọa khỉ”, “Rung cây nhát khỉ”, “dạy khỉ leo cây”; "nuôi khỉ dòm nhà" |
| Hình tượng chim muông là những loài tự do bay liệng giữa trời, có thể bay đến bất cứ nơi nào nên chúng là biểu trưng cho chủ thể có cuộc sống tự do phóng khoáng, nay đây mai đó, không bị bó buộc ở một nơi, khiến khó tìm, khó gặp                                                    | Trong tiếng Anh có thể gặp câu: "Bring the child down to me for a fortnight. I have a huge old graden where he can be as free as a bird and perfectly safe" (nghĩa là: Mang thằng bé đến chỗ tôi chơi nửa tháng, tôi có một khu vườn rộng, an toàn, cho nó tha hồ bay nhảy) hay “a wild goose chase” ý nói về cuộc tìm kiếm vô vọng | Trong tiếng Việt có thể thấy cụm từ như "cá bể chim ngàn", "cá nước chim trời", "chim trời cá bể (biển)", "như chim đang được sổ lồng tung cánh", "như chim sổ lồng", hay "Tìm em như thể tìm chim/Chim ăn bể bắc, đi tìm bể đông" (ca dao). |
| Vẹt là loài chim có thể bắt chước tiếng người, cả người Anh và người Việt Nam đều sử dụng từ vẹt (parrot) để chỉ những người học ra rả, học thuộc làu làu hoặc nhắc lại lời của người khác cũng như ý tưởng của người khác mà không thực sự hiểu ý đồ trong câu nói và ý tưởng đó là gì | Trong tiếng Anh có câu: "under the old system pupils had to stand to attention and repeat lessons parrot fashion" (Theo lối giáo dục cũ trước kia, học sinh thường phải đứng nghiêm và nhắc lại bài như con vẹt) | Người Việt Nam cũng có những liên hội tương tự: "nhại như vẹt"; "học vẹt"; "nói như vẹt", "học không hiểu, học không hành là học như vẹt" hay câu chế giễu "nói như vẹt. |

Nghĩa biểu trưng văn hóa của các từ chỉ loài động vật khác nhau nhưng nghĩa phản ánh giống nhau khi so sánh nghĩa biểu trưng văn hoá của các từ chỉ động vật trong tiếng Việt và tiếng Anh, có thể lấy ví dụ điển hình thông qua sự so sánh biểu niệm giữa hai loài hổ và sư tử:
| Sư tử Anh quốc | Hổ Việt Nam |
| --- | --- |
| Đối với người Anh họ coi sư tử mới là vua của các loài thú (King of Beats), và sư tử là biểu tượng của sự dũng cảm, can đảm, cao quý, vương giả, chân giá trị của sự thống trị. Sư tử gắn bó chặt chẽ với vương quyền và thần quyền. Sư tử là biểu tượng của hoàng gia Anh và nhiều nước châu Âu với tham vọng vương quyền và ngự trị tối thượng | Đối với người Việt Nam, hổ là một loài động vật ăn thịt to lớn và dũng mãnh được gọi là chúa tể các loài thú và được gọi là Chúa sơn lâm, vì vậy hổ là biểu tượng của tính gan dạ, sự dữ tợn, sức mạnh, tính kiên nhẫn và quyền thế. Nếu cần có một con vật hung dữ, người Việt nghĩ ngay đến hổ/cọp là con vật oai phong, thượng thủ, là hộ môn thú, trấn giữ đình, đền. |
| Người Anh có danh xưng dành cho sư tử là "King of Beats" (vua của muôn thú), "Lion King" (vua Sư tử), "Lion of God" (sư tử của Chúa trời), "Lion of Judah" (sư tử của Do Thái) | Người Việt gọi hổ là "Chúa sơn lâm", "Chúa tể rừng xanh", "Ông Ba Mươi", thường gọi là "Ông hổ", "Ngài", có nơi gọi là "Sơn quân", "sơn thần", "Bạch hổ thần quân", "thần Hổ", "hổ chúa". |
| Người anh có những thành ngữ chỉ về phẩm chất như sử tử: "regal as a lion" (vương giả như một con sư tử), "majestic as a lion" (oai nghiêm như một con sư tử), "brave as a lion" (dũng cảm như một con sư tử); "Lion heart" (trái tim Sư tử); "as fierce as a lion" (hung dữ như sư tử) | Trong văn hóa Việt, hổ biểu tượng cho võ công, quân đội và sức mạnh các võ tướng thường được ví như cọp và tôn xưng là Hổ tướng và thường xưng là "Mãnh hổ"; các đơn vị quân đội, vũ khí, chiến cụ thường lấy tên hổ làm phiên hiệu; hổ còn chỉ sự hung ác, dữ tợn ("dữ như hổ", "ác như hùm", "dữ như cọp cái") như lại có câu "hổ dữ không ăn thịt con". |
| Trong văn hóa Anh, sư tử rất được tôn sùng. Khi một ai đó được gọi là sư tử thì người đó là một người có danh tiếng hay cao quý. Vì thế, có một thành ngữ khác như là "a lion-hunter" (một thợ săn sư tử); nó có nghĩa là chủ nhà hay chủ bữa tiệc tìm kiếm những người danh tiếng để gây ấn tượng với quan khách. Người Anh đã chọn sư tử là biểu tượng của họ, như được thể hiện trong thành ngữ "the British lion" (Sư tử Anh). | Những người can đảm, sức khỏe đánh được hổ, trừ họa cho dân lành cũng được người Việt nể trọng xưng danh là Tráng sĩ đả hổ hay Dũng sĩ diệt hổ, "vào hang bắt cọp" (chỉ về sự dũng cảm); và danh xưng "Hùm xám" trong tâm thức người Việt là tên gọi đặt biệt hiệu cho nhiều anh hùng, hảo hán Người Việt không dùng biệt hiệu cho quốc gia nhưng có kỳ vọng cho đất nước được "hóa rồng, hóa hổ", trở thành "con hổ kinh tế". |
| Sư tử được sử dụng để hình thành nên rất nhiều thành ngữ nước Anh với nghĩa biểu niệm như: "lion’s share" (phần sư tử, sự chia sẻ của sư tử) chỉ về sự chính yếu, thành phần chính; "lion’s den" (sào huyệt của sư tử) chỉ về một nơi cực kỳ nguy hiểm; "to meet a lion in one’s path" hay "a lion in the path" (gặp sư tử trên đường đi/đường mòn) chỉ về chướng ngại vật, sự bất ngờ đối mặt với những trở ngại làm nhụt chí hay thành ngữ: "beard the lion" (vuốt râu sư tử), để chỉ hành động táo bạo, liều lĩnh và nguy hiểm đối với người có uy lực hoặc lực lượng đối chọi mạnh hơn mình gấp bội. Để diễn tả sự oán hận, khinh bỉ, sự chống đối bè lũ thế lực bề trên: "the king and pope, the lion and wolf" (vua và giáo hoàng, con sư tử và chó sói) | Người Việt cũng có những câu về hổ như: "Hang hùm nọc rắn" hay "long đàm hổ huyệt" (chỉ về chốn hung hiểm), "Sa vào miệng cọp", "chui vào hang hùm", hay "Rừng nào cọp nấy", "Một rừng không có hai cọp" hoặc phải đối diện trở ngại: "Tránh voi gặp hổ", "tránh hùm thì mắc hổ", "tránh ông Cả, ngả phải Ông Ba Mươi", "cưỡi trên lưng hổ", "cưỡi hổ đằng đầu", "gặp phải hang hùm"; hoặc thành ngữ "vuốt râu hùm", "xỉa răng cọp", "mò dái cọp" chỉ về hành động liều lĩnh (Chớ thấy hùm ngủ vuốt râu/Đến khi hùm dậy đầu lâu chẳng còn). Chỉ về thế lục hung ác: "Lòng lang dạ hổ" (hổ lang chi tâm); "Trên rừng hổ lang, dưới làng mặt rổ", "hang hùm miệng sói", hay "đưa hổ cửa trước, rước beo cửa sau", "Tránh cọp thì lại gặp beo" |

Một ví dụ khác về loài động vật khác nhau nhưng nghĩa phản ánh giống nhau, sự liên tưởng khác biệt này chính là do lịch sử mỗi nước chi phối. Trong lịch sử phát triển của nền văn hoá Anh và Việt Nam, trâu, bò, ngựa và các loại gia súc khác là những người bạn đồng hành của người nông dân trong quá trình tăng gia sản xuất. Những con vật này có vị trí nhất định trong tâm trí của người dân nên có thể tìm được rất nhiều những ví dụ trong ngôn ngữ có từ chỉ động vật kể trên với biểu trưng văn hoá rất phong phú ở cả hai thứ tiếng. 
Ở các nước phương Tây, ngựa là súc vật thồ hàng, những con bò được nuôi để lấy thịt và sữa, những con ngựa có nhiều cơ hội để thể hiện sức mạnh của chúng hơn những con bò nên trong tiếng Anh câu “strong as an ox” (khỏe như bò), “strong as a horse” (khỏe như ngựa) vẫn được dùng nhiều hơn. Ở Việt Nam, con trâu hiền lành và chăm chỉ, là động vật thồ hàng chính ở các vùng nông thôn. Người Việt Nam cũng đã biết dùng trâu vào canh tác nên hình ảnh con trâu đã gắn bó gần gũi, mật thiết với người nông dân Việt Nam. Con trâu là biểu tượng cho sức mạnh và sự chịu đựng đáng nể phục của người Việt Nam, người Việt Nam có các đặc ngữ là khoẻ như trâu. Điều đó thể hiện trong câu: mọi hôm khoẻ như trâu ấy, mà nay về nhà cứ nằm dài thườn thượt, trâu he cũng bằng bò khoẻ, làm như trâu (điên), hùng hục như trâu lăn, thằng đó trâu bò thật (để chỉ những người dai sức), trâu hay không ngại cày trưa, trâu ho hơn bò rống.  
| Ngựa Anh | Trâu Việt |
| --- | --- |
| Ở Anh, ngựa đóng một vai trò quan trọng trong văn hoá canh tác nông nghiệp, nên có thể dễ dàng bắt gặp những cách nói như "Làm việc như ngựa" (công việc làm ruộng cực khổ); "Ăn khỏe như ngựa" ("as like a horse"/ăn ngốn ngấu như sói/cọp đói); "Khoá cái cánh cửa chắc chắn sau khi con ngựa bị trộm mất" (mất bò mới lo làm chuồng) | Việt Nam là một nước nông nghiệp với nền văn hóa nông nghiệp chiếm vị trí chủ đạo. Con trâu là công cụ canh tác chính trong lịch sử nông nghiệp ở Việt Nam (con trâu là đầu cơ nghiệp). Con trâu là biểu tượng của sức mạnh và sự siêng năng trong nền văn hoá Việt Nam (như trong câu: "khoẻ như trâu", "làm như trâu điên", "yếu trâu hơn khỏe bò"). |
| Người Anh thường dùng ngựa để hỗ trợ việc trồng cấy, nên người Anh hay nói "khỏe như ngựa" (“strong as a horse”) | Người Việt Nam dùng trâu trong canh tác nông nghiệp, nên người Việt Nam nói "khỏe như trâu". Ít người Việt Nam nói khoẻ như ngựa. |

Do bởi các tục lệ sống khác nhau, các dân tộc khác nhau hiển nhiên có sự khác nhau về văn hoá trong các giá trị nhận thức cũng như tiêu chuẩn thẩm mỹ. Con vật có biểu trưng văn hoá khác nhau giữa văn hoá Anh và Việt Nam có lẽ là con chó. Cùng phương tiện biểu đạt nhưng nghĩa hàm chỉ khác nhau. Nhiều từ trong tiếng Anh chỉ động vật có nghĩa hàm chỉ khác xa so với những từ tương đồng khi chúng được dịch ra tiếng Việt, ví dụ điển hình là hình tượng về con chó. Từ chó là một ví dụ đặc trưng giữa hai nền văn hóa Anh và Việt Nam. Chó/cẩu trong tiếng Việt và dog trong tiếng Anh truyền đạt ý nghĩa như nhau về mặt khái niệm, nhưng nghĩa hàm chỉ của từ chó ở mỗi thứ tiếng là khác nhau. Ngoài ra, còn có một số trường hợp rất khác biệt, cụ thể là khi xét về hình thức thì hoàn toàn giống nhau nhưng hàm ý chứa đựng lại hoàn toàn mang nghĩa trái ngược.
| Chó tây | Chó ta |
| --- | --- |
| Người dân Anh có truyền thống nuôi các con vật nuôi từ lâu đời. Trong đó, những động vật nuôi như là chó và mèo là những người bạn gần gũi, được yêu quý và nâng niu. Người Anh liên hội hành vi của con người với hình ảnh của một con chó. Họ có thể hay nói “you are a lucky dog” (bạn là người may mắn), “every dog has his day” (mỗi người đều có một ngày may mắn), “a top dog” (kẻ may mắn), “old dog will not learn new tricks” (người già không thể học được những thứ mánh lới mới), “sick as a dog” (ốm nặng), hay “dog-tired’ (rất mệt).                                         | Ở Việt Nam, chó cũng là vật nuôi gần gũi với con người, nhưng trong con mắt họ thì chó là một con vật không mấy thiện cảm, là đối tượng bị khinh rẻ, coi thường. Nó được xem như con vật bẩn thỉu, ngu dốt và đáng khinh. Trong sử dụng ngôn ngữ, người Việt Nam có thể thóa mạ nhau bằng những từ như: "đồ chó má", "phường chó săn", "tuồng chó ngựa", "thằng chó", "bẩn như chó", "đồ chó ghẻ", "ngu như chó", "đen như chó mực"/"đời đen như mõm chó" (không may), "cẩu nô tài" (ám chỉ kẻ tay sai), "đám chó hoang", "đồ chó vô chủ", "mèo hoang chó dại", "chó chui gầm chạn", cẩu tạp chủng (chó lộn giống).                                                           |
| Trong văn hóa Anh, chó là một con vật nuôi, nó thậm chí còn có thể được coi là một thành viên trong gia đình, ăn chung một đĩa hay ngủ chung một giường với chủ. Đối với người Anh, chó rất đáng yêu nên “a running dog” (con chó đang chạy) đáng yêu gấp bội. Ngoài ra, “Dog’s life!” (Sướng như chó) chỉ những người luôn được nhàn hạ, tự do, ngủ suốt ngày, không bị sức ép, áp lực của cuộc sống; câu "As faithful as a dog" (trung thành như chú chó). Trong thành ngữ Anh cũng có câu: "work like a dog" (làm cật lực như chó); "die like a dog" (Chết nhục như chó/ hay đồ chó chết) | Trong tiếng Việt chó hay cẩu có ý nghĩa rất miệt thị, người Việt Nam thường có thái độ tiêu cực đối với chó, xem chó là giống vật tượng trưng cho những tính cách xấu xa, hỗn láo, dữ dằn và ngu dốt, do đó, có những cụm từ có cấu trúc thành ngữ so sánh và đặc ngữ tiếng Việt mà trong đó chó là một thành tố Ví dụ: "bẩn như chó", "ngu như chó", "ăn như chó" (cẩu xực), "đen như chó", "hỗn như chó", "hùa như chó", "nịnh như chó", "đồ chó chết", "buồn như chó ốm", "chó cắn áo rách", "đi mà chơi với chó", "chó dữ mất láng giềng", "chọc chó chó liếm mặt", "chó ăn cứt", "như chó húp cháo nóng", “Nhục như chó”; “Khổ như chó”, "cực như chó", "kiếp chó ngựa". |